# La Recueja
La Recueja és un municipi situat al nord de la província d'Albacete, a 53 quilòmetres d'Albacete, banyat per les aigües del riu Xúquer. El 2023 tenia 221 habitants.